# Noyers (Haute-Marne)
Noyers ist eine französische Gemeinde mit 95 Einwohnern (Stand 1. Januar 2022) im Département Haute-Marne in der Region Grand Est; sie gehört zum Arrondissement Chaumont.

## Geografie
Noyers liegt in einem Seitental der oberen Maas in der Landschaft Bassigny, rund 26 Kilometer östlich der Stadt Chaumont im Osten des Départements Haute-Marne.

## Geschichte
Die Mechanisierung der Landwirtschaft führte zu einer starken Abwanderung im späten 19. Jahrhundert und im 20. Jahrhundert. Noyers gehört historisch zur Bailliage de Chaumont innerhalb der Provinz Champagne. Der Ort gehörte von 1793 bis 1801 zum District Bourmont und zudem von 1793 bis 2015 zum Kanton Clefmont.

## Bevölkerungsentwicklung
| Jahr                       | 1962 | 1968 | 1975 | 1982 | 1990 | 1999 | 2006 | 2012 | 2019 |
| Einwohner                  | 176  | 133  | 96   | 90   | 82   | 96   | 84   | 67   | 90   |
| Quellen: Cassini und INSEE |      |      |      |      |      |      |      |      |      |

## Sehenswürdigkeiten
- Kirche Saint-Hilaire aus dem Jahr 1868 (Teile des Kirchenschiffs und der Glocken sind älter)
- Lavoir (Waschhaus) im Dorf
- Wegkreuz bei Noyers-le-Bas